# Флінтбек
Флінтбек (нім. Flintbek) — громада в Німеччині, розташована в землі Шлезвіг-Гольштейн. Входить до складу району Рендсбург-Екернферде. Центр об'єднання громад Флінтбек.
Площа — 17,57 км2. Населення становить 7240 ос. (станом на 31 грудня 2020).